# شیگکازو ناکامورا
شیگکازو ناکامورا (انگلیسی: Shigekazu Nakamura؛ زادهٔ ۳۰ ژوئیهٔ ۱۹۵۸) بازیکن فوتبال اهل ژاپن است.
از باشگاه‌هایی که در آن بازی کرده‌است می‌توان به باشگاه فوتبال سانفریس هیروشیما اشاره کرد.